# Paul-Henri Nargeolet
Paul-Henri Nargeolet, né le 2 mars 1946 à Chamonix et mort accidentellement  le 18 juin 2023 dans l'océan Atlantique, au large de Terre-Neuve, lors d'une plongée sur l'épave du Titanic, était un explorateur et plongeur sous-marin français. Chasseur d'épaves, il était un spécialiste du Titanic et directeur du programme de recherches sous-marines sur l'épave. Il était l'une des cinq personnes décédées à bord du submersible Titan lors de son implosion près de l'épave du Titanic.

## Biographie

### Vie personnelle
Paul-Henri Nargeolet naît le 2 mars 1946 à Chamonix. Il vit à Casablanca pendant 13 ans avant de déménager à Paris pour terminer ses études à 16 ans.
Il était marié à la journaliste de télévision américaine Michele Marsh (en) jusqu'à la mort de celle-ci en 2017. Plus tard, « grâce au Titanic », il reprend contact avec une amie d'enfance qui devient alors sa compagne.

### Carrière
Paul-Henri Nargeolet sert dans la marine nationale française comme plongeur démineur de 1964 à 1986. De 1976 à 1978, à Cherbourg, il est commandant du 1er groupe de plongeurs démineurs. Il est ensuite affecté jusqu'en 1986 au Groupe d’Intervention sous la Mer (renommé CEPHISMER en 2023) basé à Toulon et qui a pour objectif de développer de nouvelles solutions pour permettre la pratique de la plongée sous-marine. Il parcourt le monde pour récupérer des avions et des hélicoptères français submergés, ramenant armes et individus. Il trouve une épave romaine, située à 70 mètres de profondeur. Il localise également un DHC-5 Buffalo écrasé en 1979 avec 12 personnes à bord, dont plusieurs membres du gouvernement mauritanien,.
Il rejoint, après 22 ans de service dans la Marine nationale, , Genavir, compagnie maritime chargée de gérer et d'exploiter les navires de recherche de la flotte océanographique française et divers engins  d’intervention sous marine. Il y sera responsable des sous-marins d’intervention profonde Cyana et Nautile. Avec celui-ci, il effectue en 1987 sa première plongée sur l'épave du Titanic,. Il rejoint ensuite la société RMS Titanic Inc., titulaire des droits sur l'épave, comme responsable des opérations sous-marines. Il a été le premier en 1993 à avoir remonté à la surface 5 500 objets du navire, qui appartenaient notamment aux victimes, durant 32 plongées. Il a participé à huit expéditions : trois avec l’Ifremer, trois avec RMS Titanic Inc., une avec Caladan Oceanic en 2019 et une avec OceanGate en effectuant cinq plongées durant l’été 2021.
Il participe en 1991 à la découverte des boites noires de l'épave de l'avion DC-9 du vol Itavia 870 qui s'était abimé en mer Tyrrhénienne. En 2010, il participe, en tant que responsable de la phase 3, à la campagne de recherche des enregistreurs de vol de l'Airbus A330 du vol Air France 447 entre Rio et Paris.
Il devient en 1994 un des directeurs du Center for Maritime & Underwater Resource Management (CMURM) de l'université de l'État du Michigan.
À partir de 2012, il prend part comme conseiller technique à l'exploration de l'épave de La Lune, navire ayant sombré en 1664 au large de Toulon. Cette épave a été découverte par hasard le 15 mai 1993 lors d'essais de plongée du sous-marin Nautile, alors qu'il était directeur du département des engins sous-marins à GENAVIR.
En novembre 2018, il devient consultant technique de l'entreprise Caladan Oceanic de Victor Vescovo, notamment sur la mission Titanic Survey Expedition. Le submersible utilisé est le seul à être certifié pour plonger jusqu'à 11 000 mètres de profondeur avec deux personnes à bord. Après la découverte en 2019 de l'épave du sous-marin Minerve au large de Toulon, il met Victor Vescovo en relation avec les représentants des familles et permet ainsi l'organisation, en février 2020, de deux plongées sur l'épave et la dépose d'une plaque commémorative.

### Mort dans l'accident duTitan
Le 18 juin 2023, Paul-Henri Nargeolet fait partie des cinq passagers du Titan, un petit submersible, parti en expédition sur l’épave du Titanic. Le contact avec l'appareil est perdu 1 h 45 min après le début de la plongée. Après plusieurs jours de recherches, des débris du submersible sont retrouvés le 22 juin à 200 mètres du Titanic, témoignant de son implosion catastrophique ; Paul-Henri Nargeolet et les quatre autres passagers sont alors tenus pour morts,,. Les proches de l'explorateur accusent OceanGate de « négligence grave » ayant entraîné la mort. 
De nombreux hommages lui sont rendus dans le monde entier et également par ses proches du microcosme des chasseurs d'épaves dont le plongeur Normand Bertrand Sciboz, dont il fit la connaissance dans les années 90 à la Comex d'Henri Delauze, et le cinéaste James Cameron,. Un hommage lui est également rendu par la Cité de la Mer de Cherbourg-en-Cotentin.

## Documentaires
De 1996 à 2003, Nargeolet travaille avec Aqua+, filiale de Canal+, dont l'objectif est de produire des films sous-marins. Il a dans ce cadre dirigé les missions de deux sous-marins.
En tant qu'expert du Titanic, il a participé à la création de deux documentaires : Titanic : The Legend Lives On (1994) et Deep Inside the Titanic (1999).

## Décoration
- Chevalier de l'ordre du Mérite maritime (1977)[30]

## Publications
- 2022 : Dans les profondeurs du Titanic, HarperCollins, 144 p., (ISBN 9791033909842)[31],[32].